# Simon Hòa Nguyễn Văn Hiền
Simon Hòa Nguyễn Văn Hiền (1906–1973) là một giám mục của Giáo hội Công giáo Roma tại Việt Nam, ông là người Việt thứ 11 được tấn phong giám mục, giám mục người Việt đầu tiên quản lý Địa phận Sài Gòn (nay là Tổng giáo phận Thành phố Hồ Chí Minh) và giám mục tiên khởi của Giáo phận Đà Lạt.
Giám mục Nguyễn Văn Hiền quê tại Quảng Trị, từ nhỏ đã có chí hướng tu hành. Trong giai đoạn tu tập, chủng sinh Hiền cũng được cho đi du học Roma và được thụ phong linh mục tại đây vào ngày 21 tháng 12 năm 1935. Sau khi tốt nghiệp với bằng Tiến sĩ Thần học, ông tiếp tục đi du học Pháp và tốt nghiệp với văn bằng Cử nhân Văn Chương Pháp. Năm 1940, ông trở về Việt Nam, lần lượt giữ các chức vụ khác nhau của Giáo phận Huế, trong đó có các chức nhiệm quan trọng như Giám đốc Tiểu chủng viện Huế, Giám đốc Đại chủng viện Huế, Giám đốc Trường Thiên Hựu.
Ngày 20 tháng 9 năm 1955, Tòa Thánh bổ nhiệm ông làm đại diện Tông Tòa Sài Gòn. Lễ tấn phong diễn ra vào ngày 30 tháng 11 sau đó tại Nhà thờ Đức Bà Sài Gòn. Sau khi thiết lập hàng giáo phẩm năm 1960, Giáo hoàng Gioan XIII quyết định thuyên chuyển ông làm giám mục chính tòa tiên khởi Giáo phận Đà Lạt, còn Tân Tổng giáo phận Sài Gòn trao cho Tân Tổng giám mục Phaolô Nguyễn Văn Bình coi sóc.
Ông qua đời ngày 5 tháng 9 năm 1973 tại Đà Lạt, thọ 67 tuổi.

## Thân thế và tu tập
Giám mục Simon Hòa Nguyễn Văn Hiền sinh ngày 23 tháng 3 năm 1906 tại Nhu Lý, xã Triệu Phước, huyện Triệu Phong, tỉnh Quảng Trị, thuộc Tổng giáo phận Huế. Gia đình ông là hậu duệ của Thánh Simon Phan Đắc Hòa, vì vậy tên Thánh của ông được đặt là Simon Hòa. 
Song thân là ông Nguyễn Văn Thế và bà Trần Thị Duệ, trong khi cậu Hiền là nghĩa tử linh mục Michel Cadière (Cố Cả).
Từ nhỏ, cậu bé Hiền đã có chí hướng theo con đường tu hành. Năm mười một tuổi, ngày 8 tháng 9 năm 1917, gia đình cậu bé Hiền quyết định cho cậu vào học tại Tiểu chủng viện An Ninh. Cậu học tại đây đến khi hoàn tất tiểu chủng viện, rồi tiếp tục con đường tu tập bằng cách chọn học tại Đại Chủng viện Phú Xuân, Huế. Năm 1932, chủng sinh Nguyễn Văn Hiền được chọn gửi đi du học ngành Thần học tại Roma.

## Linh mục
Khi đang du học tại Roma về Thần học, ngày 21 tháng 12 năm 1935, phó tế Hiền đã được thụ phong chức linh mục tại Roma. Ngày 16 tháng 7 năm 1937, vị linh mục trẻ tốt nghiệp với văn bằng Tiến sĩ Thần học. Sau đó, linh mục Simon Hòa tiếp tục đi du học Pháp và ông đã tốt nghiệp với văn bằng Cử nhân Văn chương Pháp vào ngày 16 tháng 10 năm 1939.
Năm 1940, linh mục Nguyễn Văn Hiền trở về Việt Nam, được chọn làm Giáo sư Trường Thiên Hựu, Huế. Sau đó, năm 1943, linh mục Hiền được giám mục giáo phận chọn làm linh mục phó xứ giáo xứ Kim Long. Năm 1944, giám mục giáo phận lại thuyên chuyển linh mục Simon Hòa Nguyễn Văn Hiền làm linh mục phó xứ chính tòa Phủ Cam, Huế. Năm 1946, ông trở thành linh mục chính giáo xứ Phường Tây, và giữ chức vụ này đến năm 1947.
Từ 1947, linh mục Hiền được bổ nhiệm làm Giám đốc Đại chủng viện Huế. Từ năm 1948 đến năm 1953, ông là Tổng úy Giáo phận Huế. Trong khoảng thời gian từ năm 1953 đến năm 1955, ông là Giám đốc Tiểu Chủng viện Huế. Năm 1955, linh mục Hiền được chọn trở thành Giám đốc Trường Thiên Hựu, Huế.

## Giám mục
Năm 1955, Tòa Thánh Vatican công bố bổ nhiệm linh mục Simon Hòa Nguyễn Văn Hiền làm giám mục hiệu tòa Sagalasse, đồng thời làm đại diện Tông tòa Hạt Đại diện Tông Tòa Sài Gòn thay cho vị Giám mục tiền nhiệm người Pháp Jean Cassaigne (tên Việt: Sanh) về hưu. Cũng trong đợt bổ nhiệm này, Tòa Thánh cũng loan tin bổ nhiệm linh mục Phaolô Nguyễn Văn Bình làm Đại diện Tông Tòa Hạt Đại diện Tông Tòa Cần Thơ. Ngày 30 tháng 11 cùng năm, lễ tấn phong cho hai tân giám mục được tổ chức tại Nhà thờ chính tòa Đức Bà Sài Gòn. Ông trở thành vị giám mục Việt Nam đầu tiên của Hạt Đại diện Tông Tòa Sài Gòn (Địa phận Sài Gòn). Ông lấy khẩu hiệu giám mục của mình là "(Chúng tôi) Rao giảng Chúa Giêsu / một Đấng Kitô chịu đóng đinh".
Ngày 24 tháng 11 năm 1960, Hàng Giáo phẩm Việt Nam được thành lập với ba giáo tỉnh: Hà Nội, Huế và Sài Gòn. Hạt Đại diện Tông Tòa Sài Gòn được nâng lên hàng tổng giáo phận, Giám mục Bình, Đại diện Tông Tòa Địa phận Cần Thơ được bổ nhiệm làm tổng giám mục chính tòa Tổng giáo phận Sài Gòn, còn Giám mục Hiền được thuyên chuyển làm giám mục chính tòa của Giáo phận Đà Lạt. Tuy vậy, đến ngày 2 tháng 4 năm 1961, tân tổng giám mục mới đến nhận ngai tòa nên đến 6 tháng 4, Giám mục Hiền mới có thể đến nhận ngai tòa tại Đà Lạt. Ông chính thức trở thành giám mục chính tòa tiên khởi của Giáo phận Đà Lạt. Địa bàn giáo phận gồm thành phố Đà Lạt, các tỉnh Tuyên Đức, Lâm Đồng, Phước Long (tách từ Tổng giáo phận Sài Gòn) và Quảng Đức (tách từ Giáo phận Kon Tum).
Ông qua đời ngày 5 tháng 9 năm 1973 tại Đà Lạt, thọ 67 tuổi, được an táng tại Nhà thờ chính tòa Đà Lạt.

## Tông truyền
Giám mục Simon Hòa Nguyễn Văn Hiền được tấn phong giám mục năm 1955, dưới thời Giáo hoàng Piô XII, bởi:
- Chủ phong: Giám mục hiệu tòa Saesinensis Phêrô Máctinô Ngô Đình Thục, Đại diện Tông Tòa Vĩnh Long.
- Phụ phong: Giám mục hiệu tòa Gadara Jean Cassaigne Sanh (sau này là đại diện Tông Tòa Sài Gòn) và Giám mục hiệu tòa Daphnusia Tađêô Lê Hữu Từ (sau này là đại diện Tông Tòa Phát Diệm kiêm giám quản Tông Tòa Bùi Chu)

Năm 1966, Giám mục Simon Hòa Nguyễn Văn Hiền là phụ phong nghi thức truyền chức cho các giám mục:
- Giuse Phạm Văn Thiên, giám mục tiên khởi Giáo phận Phú Cường
- Phanxicô Xaviê Trần Thanh Khâm, giám mục phụ tá Tổng giáo phận Sài Gòn

Ngoài ra, năm 1967, Giám mục Simon Hòa Nguyễn Văn Hiền còn phong chức linh mục cho Phêrô Nguyễn Văn Nhơn, sau là  tổng giám mục Hà Nội.